# Hans Uddenberg
Hans Henrik Uddenberg, född 13 december 1912 i Varberg, Hallands län, död 9 april 1984 i Lidingö, Stockholms län, var en svensk arkitekt.
Efter studentexamen i Lund 1934 utexaminerades Uddenberg från Chalmers tekniska högskola 1938. Han anställdes på stadsarkitektkontoret i Västervik samma år, hos arkitekt Tor Engloo 1939, vid Byggnadsstyrelsen och på länsarkitektkontoret i Mariestad 1940, stadsarkitektkontoret i Västerås 1941. Han var anställd vid Riksbyggen i Stockholm 1944–1946, på Harry Eglers stadsplanebyrå 1946–1947, och från 1948 fram till pensionen 1977 på Stockholms stadsbyggnadskontors stadsplaneavdelning. Här blev han så småningom överarkitekt och chef för allmänna byrån och deltog bland annat i utformandet av stadsplanerna för Bagarmossen, Hässelby gård och Råcksta.
Han var gift med arkitekten Ingrid Uddenberg. Makarna är begravda på Lidingö kyrkogård.